# Jürgeshof
Jürgeshof è un quartiere della città tedesca di Rostock.